# 昆塔納島
昆塔納島（英語：Quintana Island）是南極洲的島嶼，位於威廉群島的一部分，處於貝特貝德群島東北面10公里，由讓-巴蒂斯特·夏古率領的法國探險隊繪入地圖，現時由南極條約體系管理。